# Câu lạc bộ bóng đá nữ Hà Nội I
Câu lạc bộ bóng đá nữ Hà Nội I là một câu lạc bộ bóng đá nữ Việt Nam, có trụ sở tại Hà Nội, Việt Nam. Đội bóng đang chơi tại Giải bóng đá nữ vô địch quốc gia. Đội bóng hiện đang chơi tại Sân vận động Hàng Đẫy.

## Lịch sử
Nhắc đến bóng đá nữ Thủ đô vào những năm đầu của thế kỷ XX không ai mà không nhớ đội bóng nữ Hà Nội Hoa học trò, đây được xem là cái nôi của bóng nữ Thủ Đô. Và khi Giải bóng đá nữ vô địch quốc gia ra đời năm 1998 thì cũng là lúc Câu lạc bộ bóng đá nữ Hà Nội được thành lập. Huấn luyện viên người Trung Quốc có tên là Giả Quản Thác là huấn luyện viên đầu tiên dẫn dắt các cô gái Thủ Đô lên ngôi vô địch lần đầu tiên vào năm đó. Ông cũng thành công với đội nữ Hà Nội với 3 lần giành chức vô địch liên tiếp các năm sau đó từ năm 1998 đến năm 2001.
Năm 2010, Câu lạc bộ đổi tên thành Câu lạc bộ bóng đá nữ Hà Nội Tràng An I vì khi đó đội bóng được sự tài trợ của Tràng An. Từ năm 2012 đến năm 2017, Câu lạc bộ đổi tên thành Câu lạc bộ bóng đá nữ Hà Nội I. Mùa giải 2018 và 2019, câu lạc bộ mang tên Câu lạc bộ bóng đá nữ Hà Nội.
Ở mùa giải 2020, câu lạc bộ có tên mới là "Hà Nội I Watabe", dưới sự dẫn dắt của Huấn luyện viên Nguyễn Anh Tuấn.

## Tên gọi đội bóng
- 1998-2009: Hà Nội;
- 2010-2011: Hà Nội Tràng An I;
- 2012-2017: Hà Nội I;
- 2018-2019: Hà Nội;
- 2020-nay: Hà Nội I Watabe;

## Danh hiệu

### Danh hiệu trong nước
- Vô địch Quốc gia

 Vô địch (10): 1998, 1999, 2000, 2001, 2003, 2008, 2009, 2011, 2013, 2014
 Á quân (8): 2002, 2004, 2006, 2010, 2012, 2015, 2016, 2019, 2020
 Hạng ba (3): 2007, 2017, 2018
- Cúp Quốc gia

 Á quân (1): 2019
 Hạng ba (1): 2020
- U19

 Vô địch (7): 2009, 2012, 2013, 2014, 2018, 2019, 2020 (Kỷ lục)
 Á quân (4): 2008, 2010, 2011, 2015
 Hạng ba (2): 2016, 2017
- U16

 Vô địch (4): 2016, 2017, 2018, 2019 (Kỷ lục)
 Hạng ba (2): 2015, 2020

## Đội hình hiện tại
Tính đến ngày 11 tháng 6 năm 2019:
Ghi chú: Quốc kỳ chỉ đội tuyển quốc gia được xác định rõ trong điều lệ tư cách FIFA. Các cầu thủ có thể giữ hơn một quốc tịch ngoài FIFA.
| Số | VT | Quốc gia | Cầu thủ                  |
| -- | -- | -------- | ------------------------ |
| 1  | TM | Việt Nam | Nguyễn Thị Loan          |
| 3  | HV | Việt Nam | Nguyễn Thanh Huyền       |
| 4  | HV | Việt Nam | Nguyễn Thị Hoài Thương   |
| 5  | HV | Việt Nam | Bùi Thúy An (đội trưởng) |
| 6  | HV | Việt Nam | Hồ Thị Quỳnh             |
| 7  | TV | Việt Nam | Bùi Thị Trang            |
| 8  | HV | Việt Nam | Hoàng Thị Loan           |
| 9  | TĐ | Việt Nam | Nguyễn Thị Huế           |
| 11 | TV | Việt Nam | Nguyễn Kim Anh           |
| 12 | TĐ | Việt Nam | Phạm Hải Yến (đội phó)   |
| 14 | TV | Việt Nam | Bạch Thu Hiền            |
| 15 | HV | Việt Nam | Nguyễn Thị Thảo Anh      |
| 16 | TV | Việt Nam | Thái Thị Thảo            |

| Số | VT | Quốc gia | Cầu thủ              |
| -- | -- | -------- | -------------------- |
| 18 | TV | Việt Nam | Nguyễn Thị Vân Anh   |
| 19 | TV | Việt Nam | Biện Thị Hằng        |
| 21 | TV | Việt Nam | Nguyễn Kim Anh       |
| 22 | TV | Việt Nam | Ngân Thị Vạn Sự      |
| 23 | HV | Việt Nam | Nguyễn Kiều Diễm     |
| 24 | HV | Việt Nam | Phạm Thị Linh        |
| 25 | TV | Việt Nam | Đỗ Thị Quỳnh         |
| 26 | TM | Việt Nam | Phạm Thu Trang       |
| 27 | TĐ | Việt Nam | Nguyễn Thị Thanh Nhã |
| 28 | TV | Việt Nam | Trần Thị Hải Linh    |
| 29 | TV | Việt Nam | Nguyễn Thị Hoa       |
| 30 | HV | Việt Nam | Nguyễn Thị Nga       |
| 33 | TM | Việt Nam | Đào Thị Kiều Oanh    |

## Các huấn luyện viên trong lịch sử
| Các huấn luyện viên trưởng của Hà Nội I \| - 1998-2003: Giả Quản Thác - 2004-2007: Vũ Bá Đông - 2008: Ri Hwi Chol - 2009-2010: Vũ Bá Đông - 2011: Giả Quản Thác - 2012-2014: Đặng Quốc Tuấn - 2015-2016: Nguyễn Duy Hùng - 2017-11/6/2018: Đặng Quốc Tuấn - 15/6/2018 - 13/10/2018: Hidezaku Yagi - 2019: Nguyễn Anh Tuấn \| |
| - 1998-2003: Giả Quản Thác - 2004-2007: Vũ Bá Đông - 2008: Ri Hwi Chol - 2009-2010: Vũ Bá Đông - 2011: Giả Quản Thác - 2012-2014: Đặng Quốc Tuấn - 2015-2016: Nguyễn Duy Hùng - 2017-11/6/2018: Đặng Quốc Tuấn - 15/6/2018 - 13/10/2018: Hidezaku Yagi - 2019: Nguyễn Anh Tuấn                                               |

## Các đội trưởng trong lịch sử
| Các đội trưởng của Hà Nội I \| - 2017: Nguyễn Thị Muôn \| |
| - 2017: Nguyễn Thị Muôn                                   |

## Thành tích tạiGiải nữ Vô địch Quốc gia
| Thành tích của Hà Nội I tại Giải Vô địch Quốc gia | Thành tích của Hà Nội I tại Giải Vô địch Quốc gia | Thành tích của Hà Nội I tại Giải Vô địch Quốc gia | Thành tích của Hà Nội I tại Giải Vô địch Quốc gia | Thành tích của Hà Nội I tại Giải Vô địch Quốc gia | Thành tích của Hà Nội I tại Giải Vô địch Quốc gia | Thành tích của Hà Nội I tại Giải Vô địch Quốc gia | Thành tích của Hà Nội I tại Giải Vô địch Quốc gia | Thành tích của Hà Nội I tại Giải Vô địch Quốc gia |
| Năm                                               | Thành tích                                        | St                                                | T                                                 | H                                                 | B                                                 | Bt                                                | Bb                                                | Điểm                                              |
| ------------------------------------------------- | ------------------------------------------------- | ------------------------------------------------- | ------------------------------------------------- | ------------------------------------------------- | ------------------------------------------------- | ------------------------------------------------- | ------------------------------------------------- | ------------------------------------------------- |
| 1998                                              | Vô địch                                           | -                                                 | -                                                 | -                                                 | -                                                 | -                                                 | -                                                 | -                                                 |
| 1999                                              | Vô địch                                           | -                                                 | -                                                 | -                                                 | -                                                 | -                                                 | -                                                 | -                                                 |
| 2000                                              | Vô địch                                           | -                                                 | -                                                 | -                                                 | -                                                 | -                                                 | -                                                 | -                                                 |
| 2001                                              | Vô địch                                           | -                                                 | -                                                 | -                                                 | -                                                 | -                                                 | -                                                 | -                                                 |
| 2002                                              | Á quân                                            | -                                                 | -                                                 | -                                                 | -                                                 | -                                                 | -                                                 | -                                                 |
| 2003                                              | Vô địch                                           | -                                                 | -                                                 | -                                                 | -                                                 | -                                                 | -                                                 | -                                                 |
| 2004                                              | Á quân                                            | 10                                                | 6                                                 | 2                                                 | 2                                                 | 16                                                | 10                                                | 22                                                |
| 2005                                              | Thứ 4                                             | 10                                                | 3                                                 | 4                                                 | 3                                                 | 13                                                | 12                                                | 13                                                |
| 2006                                              | Á quân                                            | 10                                                | 5                                                 | 3                                                 | 2                                                 | 13                                                | 8                                                 | 18                                                |
| 2007                                              | Hạng ba                                           | 10                                                | 5                                                 | 2                                                 | 3                                                 | 19                                                | 10                                                | 17                                                |
| 2008                                              | Vô địch                                           | 10                                                | 6                                                 | 2                                                 | 2                                                 | 22                                                | 9                                                 | 20                                                |
| 2009                                              | Vô địch                                           | 10                                                | 7                                                 | 2                                                 | 1                                                 | 14                                                | 6                                                 | 23                                                |
| 2010                                              | Á quân                                            | 10                                                | 4                                                 | 5                                                 | 1                                                 | 15                                                | 7                                                 | 17                                                |
| 2011                                              | Vô địch                                           | 10                                                | 6                                                 | 3                                                 | 1                                                 | 16                                                | 6                                                 | 21                                                |
| 2012                                              | Á quân                                            | 10                                                | 6                                                 | 2                                                 | 2                                                 | 27                                                | 14                                                | 20                                                |
| 2013                                              | Vô địch                                           | 10                                                | 8                                                 | 1                                                 | 1                                                 | 17                                                | 2                                                 | 25                                                |
| 2014                                              | Vô địch                                           | 10                                                | 7                                                 | 2                                                 | 1                                                 | 24                                                | 9                                                 | 23                                                |
| 2015                                              | Á quân                                            | 12                                                | 9                                                 | 2                                                 | 1                                                 | 38                                                | 7                                                 | 29                                                |
| 2016                                              | Á quân                                            | 14                                                | 11                                                | 3                                                 | 0                                                 | 38                                                | 1                                                 | 36                                                |
| 2017                                              | Hạng ba                                           | 14                                                | 8                                                 | 4                                                 | 2                                                 | 30                                                | 5                                                 | 28                                                |
| 2018                                              | Hạng ba                                           | 12                                                | 9                                                 | 2                                                 | 1                                                 | 38                                                | 7                                                 | 29                                                |
| 2019                                              | Á quân                                            | 12                                                | 9                                                 | 1                                                 | 2                                                 | 37                                                | 6                                                 | 28                                                |
| 2020                                              | Á quân                                            | 14                                                | 10                                                | 2                                                 | 2                                                 | 41                                                | 8                                                 | 32                                                |

## Nhà tài trợ
- 2010-2011: Tràng An
- 2018: N&V Bridge
- 2019: Thái Sơn Bắc, N&V Bất động sản
- 2020: Watabe